# Hermandad del Silencio (Jaén)
La Hermandad de Penitencia y Cofradía de Nazarenos de Silencio del Santísimo Cristo de la Humildad y María Santísima Madre de Dios es una cofradía con sede canónica en la Iglesia de Cristo Rey de la ciudad de Jaén (España). Realiza su salida procesional durante la Semana Santa jiennense, en la tarde noche del Martes Santo y que es una de las procesiones más bonitas de la Semana Santa jienense. Presenta una imagen propia de una cofradía antigua, propia del Medioevo español, tal y como han evocado conferenciantes, comentaristas y pregoneros de la Semana Santa. Sin embargo, es una de las cofradías más jóvenes de la ciudad.

## Historia

### Fundación y primeros años
La primera referencia documental que existe de la Hermandad data de 1954, año en el que un grupo de cofrades giennenses, encabezados por Juan María Cobo Vera, se propusieron fundar una Cofradía de Silencio al estilo de las existentes en otros lugares del país. La Junta Constituyente se celebró el 15 de marzo de 1955 en la antigua ermita de San Clemente, actualmente convento de clausura, siendo sus primeros Estatutos aprobados el 18 de abril por el Obispo de la Diócesis, Félix Romero Mengíbar, quedando constituida como Hermandad del Santísimo Cristo de la Humildad (El Silencio).
La Hermnandad tuvo que esperar dos años para hacer la primera Estación de Penitencia debido al lamentable estado de conservación en que se encontraba la imagen elegida como titular de la Hermandad, el conocido como Cristo de la Misericordia que se encontraba en la ermita de San Clemente, a la cual llegó por la ruina del antiguo convento de San Agustín, y que fue titular de la «Antigua y Primitiva Cofradía de las Angustias y Cinco Llagas de Nuestro Señor Jesucristo» durante los siglos XVI, XVII y XVIII, y de la «Cofradía del Santo Cristo de Burgos» en el siglo XVIII, ambas cofradías extinguidas en la actualidad.
La restauración fue realizada por Constantino Unghetti Álamo y la Hermandad se trasladó a la Iglesia de Cristo Rey en la Cuaresma del año 1957. Ese año celebró un Triduo y realizó hizo su primera salida procesional en la noche del Miércoles Santo, 17 de abril. En esa época existía un número limitado de Hermanos que sólo podían ser varones mayores de dieciocho años. La crisis cofrade de los años setenta hizo que estuviese cerca de desaparecer. Esto fue evitado especialmente por la labor del que era secretario y posteriormente hermano mayor, Bartolomé Cerezo Cerezo, en la actualidad el único Hermano Mayor Honorario que tiene la Hermandad.

### Crecimiento de la hermandad
A partir de los años ochenta la Hermandad fue recuperándose e incrementando su número de hermanos. El 16 de octubre de 1986 el Obispo D. Miguel Peinado Peinado aprobó sus unos nuevos estatutos, desapareciendo la limitación de hermanos así como la prohibición de que las mujeres pertenecieran a la misma. se recuperó el triduo cuaresmal como culto principal. En el año 2009, ante la redacción de la Ley de la interrupción voluntaria del embarazo, fue una de las primeras cofradías en posicionarse en contra de esta y en defensa de la vida humana, portando desde entonces un lazo blanco en el remate de su guion.

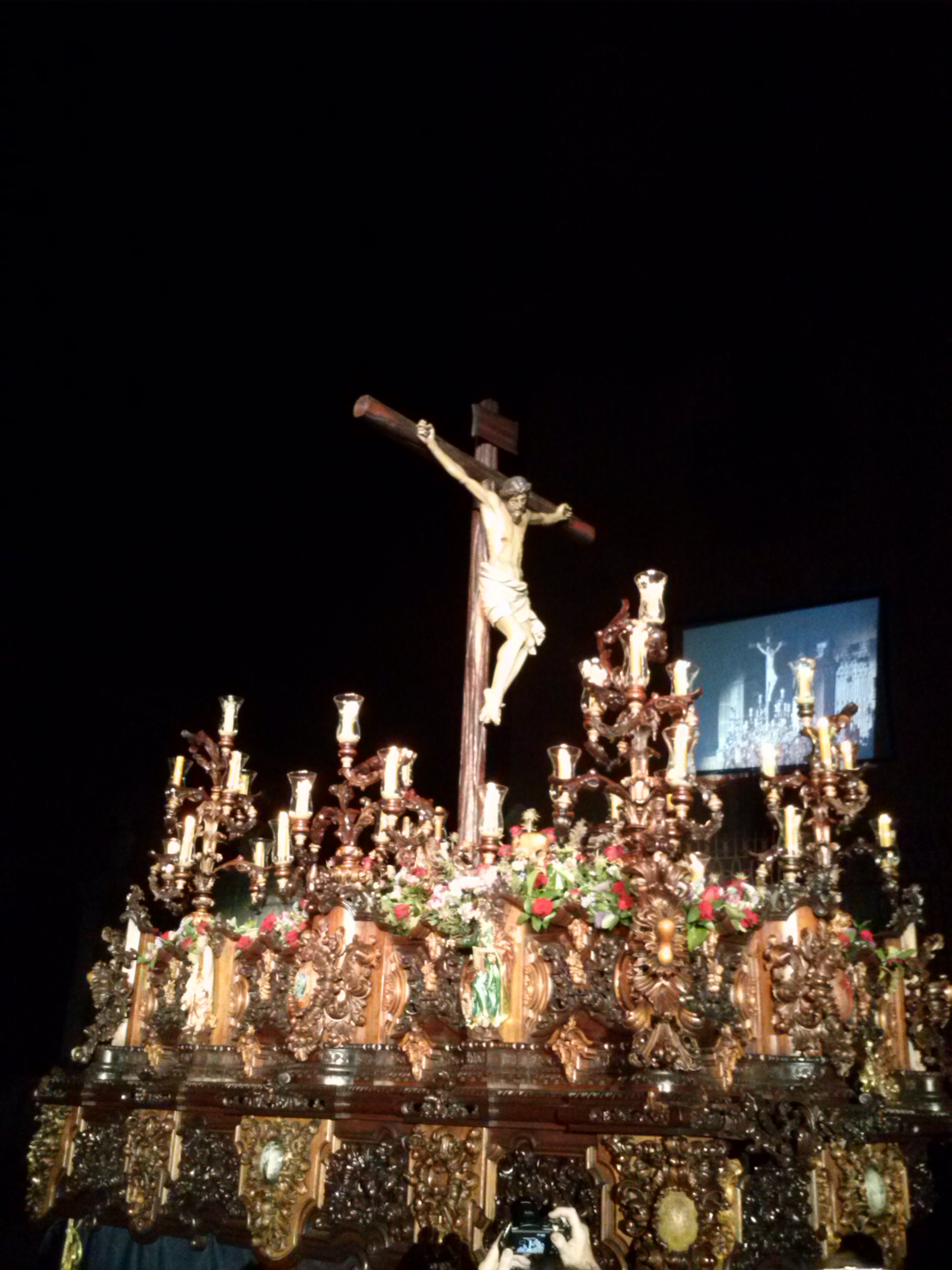
Cristo de la Humildad en su paso durante la procesión magna del 15 de junio de 2013.

El 18 de diciembre de 2010, se reunieron los miembros de la hermandad en asamblea general hermanos, acordándose la aprobación de unos nuevos estatutos, que fueron ratificados por el Obispo de la Diócesis, Ramón del Hoyo López el 27 de enero de 2010. Entre los cambios más significativos, con respecto a los estatutos de 1986, destacan la inclusión de una titular mariana, María Santísima Madre de Dios, y el nuevo título de la hermandad, Hermandad de Penitencia y Cofradía de Nazarenos de Silencio del Santísimo Cristo de la Humildad y María Santísima Madre de Dios.

### Año de la Fe
Tiempo después, el 16 de enero de 2013, Año de la fe, la hermandad fue autorizada a realizar la talla de María Santísima Madre de Dios, por parte de la diócesis. La obra fue encargada al imaginero Israel Cornejo Sánchez, fue bendecida el 9 de noviembre en su sede canónica ante numerosos fieles. Fue apadrinada por la Congregación de Esclavas del Santísimo Sacramento y de la Inmaculada, por encontrarse en la sede fundacional de la Hermandad; la Congregación de Hermanas Misioneras de Acción Parroquial, por tener su sede en la parroquia de Cristo Rey; la Cofradía de la Limpia Concepción de Nuestra Señora y Santa Capilla de San Andrés, por ser la primera institución mariana de la Ciudad de Jaén; y por la Cofradía del Perdón, Amor y Esperanza, por ser la cofradía de pasión con la que comparte sede canónica.
El 15 de junio de ese año, la hermandad participó en la Fides Sancti Regni con su titular. Al ser este un acto extraordinario, la hermandad realizó su recorrido de ida hasta la catedral acompañada por la «Banda de Cornetas y Tambores “Monte Calvario”» de Martos que interpretó marchas clásicas, mientras que la vuelta la realizó en completo silencio, como es habitual en ella y al igual que el resto de cofradías.

## Iconografía

### Cristo de la Humildad
La imagen es anónima del siglo XVI, se relaciona con los círculos de Jerónimo Quijano y Gutierre Gierero. Está realizada madera de abedul y presenta una altura de 1,30 metros. Ha sido restaurada en 1957, por Constantino Unguetti Álamo y Francisco Cerezo Moreno, y en 1993, por Eloisa Arcos Quesada.

Tras la recién aparecida fotografía del Cristo perdido de la Vera Cruz de Torres, pieza documentada de J. de Reolid, y en virtud del paralelismo que guardan ambas imágenes, hemos de pensar que pudieran deberse a la misma autoría, y ambos, junto a otros persistentes y desaparecidos, labrados obedeciendo estilemas muy a tono con el Cristo del Corpus de la Magdalena, el referente de los Crucificados giennenses de al primera mitad del siglo XVI.
José Domínguez Cubero

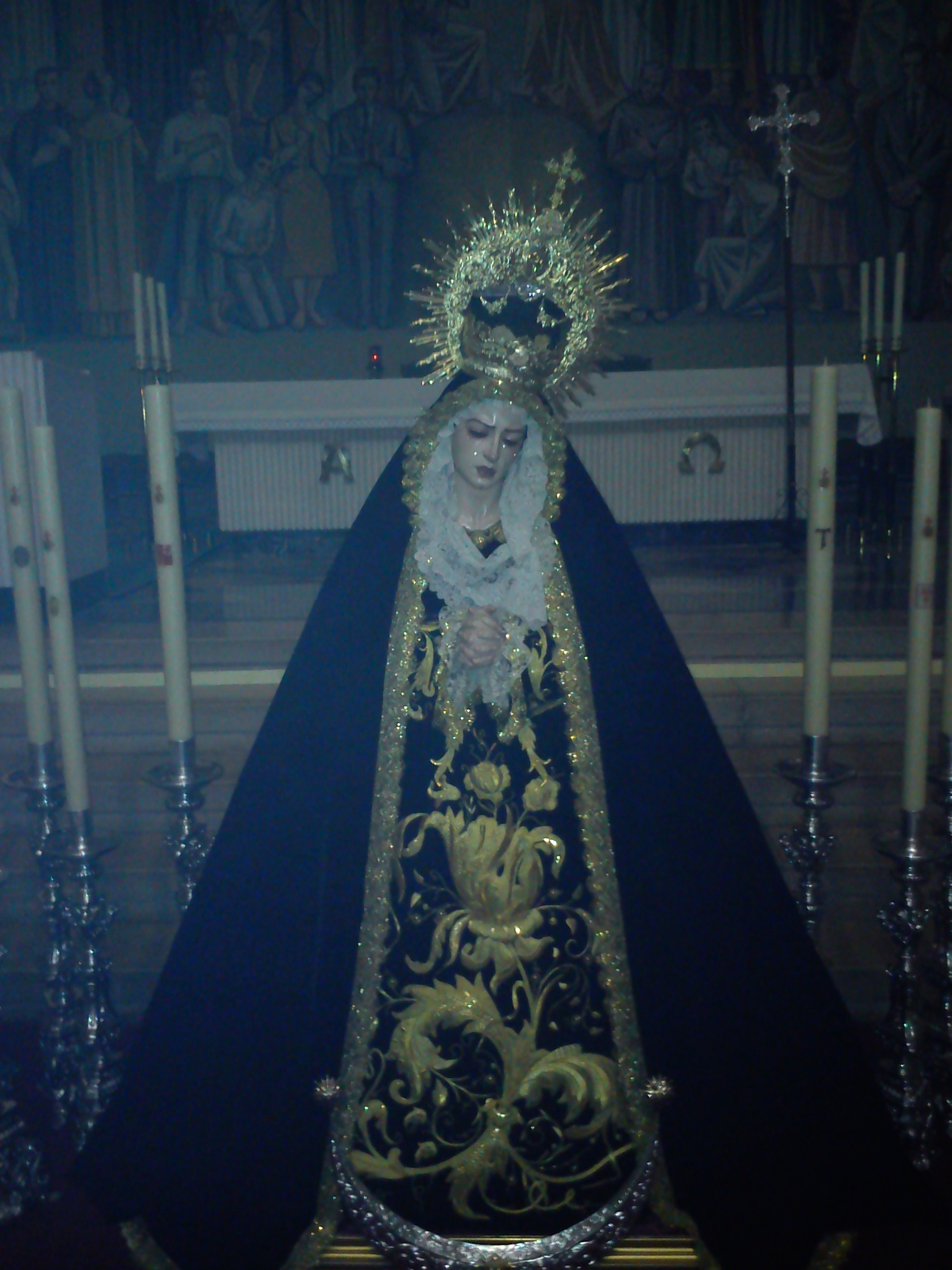
María Santísima Madre de Dios en su sede canónica. La saya es obra del bordador Jesús Rosado.

Representa a Jesús muerto en la cruz, sobre tres clavos, teniendo el pie derecho sobre el izquierdo, con la cabeza inclinada a la derecha y corona de espinas de gruesas ramas trenzadas, tallada en el mismo bloque. Presenta los ojos semicerrados, labios muy abiertos y dentadura tallada. La barba y el cabellos son ondulados, partidos en el centro dejando entrever ambas orejas. Tiene los brazos rectos, las manos semicerradas y los dedos flexionados. El vientre aparece plegado y hundido, marcando el arco condrocostal bajo unos pectorales bien definidos. La cintura está protegida por un paño de pureza que da varias vueltas antes de formar un lazo en el lado izquierdo.

### María Madre de Dios
Imagen realizada por Israel Cornejo Sánchez en el año 2013. Es una imagen de tamaño natural con manos entrelazadas en actitud orante y suplicante, presenta la cabeza inclinada hacia la izquierda con la mirada baja, con un marcado gesto de dolor y belleza. La cara es ovalada con la boca entreabierta en gesto de suspiro con la barbilla tersa, los ojos hinchados y las cejas con forma de “S” para trasmitir pena. Está peinada con raya central y rodete en la nuca recogiendo el pelo que deja ver los pabellones auditivos. El torso está tallado con la forma anatómica femenina y el candelero es de forma ovalada para ser vestida.
Está tallada en madera de cedro, aparejada y estucada para policromía al óleo a usanza del siglo de oro, las pestañas son de pelo natural y las lágrimas de cristal. Tiene un segundo juego de manos abiertas en actitud de diálogo.
Fue bendecida el 9 de noviembre de 2013 en la iglesia de Cristo Rey. Ese día estrenó una saya de terciopelo negro bordada en oro por el astigitano Jesús Rosado, un manto negro del mismo autor, así como, una corona de plata sobredorada cincelada en estilo rococó.

## Pasos
Paso de Cristo
El paso es de estilo rococó, tallado por José Carlos Rubio Valverde en 2005, en el frontal lleva una Cruz de Santiago, a los costeros una alegoría de San Ildefonso, el escudo parroquial de Cristo Rey, a la trasera el escudo del Obispo que aprobó sus estatutos, Félix Romero Mengíbar. Los respiraderos, llevan el escudo de las Esclavas del Santísimo, una alegoría a San Francisco de Asís, otra a Santiago, y en la trasera San Eufrasio patrón de la Diócesis. El llamador está diseñado por Rubio y es una hojarasca estilo rocalla, con una Inmaculada Concepción. En el año 2011 se estrenaron unos candelabros arbóreos situados en las cuatro esquinas y en ambos costeros que suman 38 puntos de luz, hasta entonces estaba iluminado por cuatro hachones ubicados en las esquinas del paso. Acompañan, en capillas laterales situadas en el canasto, los cuatro evangelistas, obra de Manuel Luque Bonillo. 
Los faldones, estrenados en su primera fase en 2010, fueron bordados en hilo fino de oro por el cordobés Rafael Jódar González. El faldón delantero lleva representado el Espíritu Santo a través de una paloma, mientras que el trasero lleva bordado una concha, símbolo del bautismo y recuerdo del origen peregrino de la Hermandad. En uno de los costeros aparece una alegoría a Dios Padre, mientras que en el otro se encuentra el Agnus Dei.
El adorno floral está compuesto por estatice morado y algunos cardos en el monte que dan aspecto de sencillez y humildad. A los píes de la Cruz hay una calavera y dos tíbias cruzadas, que simbolizan la tradición de que Cristo fue crucificado sobre la tumba de Adán y, al caer la sangre de Cristo sobre la calavera, Adán resucitó a la vida eterna.
Paso de palio
La Hermandad ha proyectado un paso en estilo manierista soberbio, elegante, valiente y adecuado a su idiosincrasia en el que no hay candelería, la iluminación será mediante candelabros, está decorado con crestería, incluye una peana centrada de gran tamaño y el manto de la Virgen será corto. El diseño es del bordador Jesús Rosado.

## Escudo y emblema
Escudo

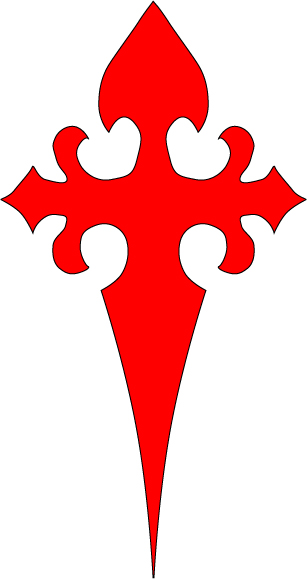
Emblema de la Hermandad.

El escudo fundacional de la Hermandad era la Cruz de la Orden de Santiago, esto es, una cruz latina de gules simulando una espada, con forma de flor de lis en la empuñadura y en los brazos. 
En el centro, una Cruz de Santiago, de gules. En la parte inferior de esta cruz se disponen dos escudos acolados en campo oval. En el de la diestra, en campo púrpura, el Crismón potenzado de oro. El de la siniestra, en campo de azur, el anagrama de María en oro, sobre él doce estrellas también en oro. Ambos óvalos están sostenidos por una orla e rocallas.
Emblema
El emblema de la Hermandad es la Cruz de Santiago.
Lema
El lema de la Hermandad son las palabras de San Francisco de Asís: Paz y bien.

## Sede
La primera sede canónica de la Hermandad fue la ermita de San Clemente, lugar en el que fue fundada en 1955. Este es templo de pequeñas dimensiones, construido en el siglo XV, fue remodelado en 1956, presenta una planta de cajón con tres naves separadas por pilares y arcos formeros. En la capilla mayor se encuentra el camarín de la imagen de la Virgen de los Remedios, obra de Luis Sánchez en 1716. Desde su remodelación acoge una comunidad de la congregación de las Esclavas del Santísimo Sacramento y de la Inmaculada.
En Cuaresma de 1957 se trasladó a la que es actualmente su sede, la Iglesia parroquial de Cristo Rey. Esta iglesia es también sede de la Cofradía Sacramental del Perdón. La iglesia es obra del arquitecto Ramón Pajares Pardo y fue consagrada en 1955 por el nuncio Ildebrando Antoniutti, el obispo de Jaén Félix Romero Mengíbar y el arzobispo de Granada Rafael García y García de Castro. Es un templo de grandes dimensiones, de planta rectangular con tres naves, siendo las laterales de mucho menores que la central, y un amplio presbiterio en cuyo testero frontal se encuentra una pintura mural obra de Francisco Baños Martos en 1956. La pintura representa a Cristo Rey, rodeado de Dios Padre y el Espíritu Santo, la Virgen, santos y mártires, y miembros anónimos del clero secular y regular y del Pueblo de Dios. La fachada principal está enmarcada por dos torres y salva el desnivel con la calle mediante una escalinata. 
|                           |
| Interior de San Clemente. |

|                                  |
| Fachada principal de Cristo Rey. |

## Salida procesional
Antes de salir los hermanos rezan la «Oración al Santísimo Cristo de la Humildad», hacen las «Renuncias y Protestación de Fe», y realizan el «Voto de Silencio». La Hermandad hace su itinerario en absoluto silencio, apagándose el alumbrado público en algunos tramos del recorrido. A la entrada a la iglesia, se rezan unas preces por la estación de penitencia y una oración por los hermanos difuntos.
El cuerpo de Hermanos se divide en una primera sección de hermanos de luz que portan un farolillo, y una segunda de hermanos de penitentes que portan una cruz.

### Traje de Estatutos
Túnicas de estameña con caperuz sin capirote en color marrón. El caperuz lleva bordada la Cruz de Santiago roja. La túnica recuerda al hábito de la Orden Franciscana. Cinturón de esparto de 15 cm, guantes negros y esparteñas negras sin calcetines o completamente descalzo. Todos los nazarenos van unidos entre sí con una cadena.
|                  |
| Hermanos de luz. |

|                   |
| Hermanos de cruz. |

|                               |
| Acólitos precediendo el paso. |

## Publicaciones
La Hermandad realiza dos publicaciones anuales que son presentadas en cuaresma por personas vinculadas a la Hermandad y a la Semana Santa de Jaén.
- Humildad y Silencio: Es un boletín creado en 1989, en el que se trata la historia y la vida de la Hermandad y la Semana Santa. Destaca por sus abundantes colaboraciones y por la calidad de sus artículos.

- Humilitas: Es un cartel fotográfico en el que destaca siempre un texto bíblico,[22] como, «Ven y lo verás» (Juan 1:39) en 2008, «Manteneos firmes en la fe» (Colosenses 2:7) en 2009 o «Creo, creemos» en 2013.

Para la elección tanto de la portada y contraportada del boletín como del cartel la Hermandad realiza un concurso fotográfico, en el que puede participar todo el que lo desee para optar al premio económico, presentando fotografías relacionadas con la Hermandad. Con todas las fotografías presentadas al concurso la Hermandad realiza una exposición.

## Patrimonio musical
- Madre de Humildad (Jacinto Manuel Rojas Guisado, 2011)[24]

- Cruz de Humildad (José Luis Hernández Linares, 2012)[25]

## Paso por la carrera oficial
| Predecesor: Cofradía de la Clemencia | Orden de entrada en la carrera oficial (Martes Santo) 3.er lugar | Sucesor: Hermandad del Cautivo (Miércoles Santo) |